# Es Kapitel 2
Es Kapitel 2 (engl. Originaltitel: It Chapter Two) ist ein Horrorfilm von Andy Muschietti. Die Fortsetzung zu Es aus dem Jahr 2017 – basierend auf dem gleichnamigen Roman von Stephen King – kam am 5. September 2019 in die deutschen und am folgenden Tag in die US-Kinos.

## Handlung
Genau 27 Jahre nach den Ereignissen des Sommers 1989, als eine Gruppe Kinder in Derry den Klub der Verlierer gegründet hat, geschieht wieder Seltsames in der Stadt. Einem jungen Mann wird, nachdem er von einem homophoben Mob von Kindern und Jugendlichen verprügelt und von einer Brücke geworfen worden ist, von einem Clown bei lebendigem Leib das Herz aus der Brust gebissen. Wieder beginnen rote Ballons durch Derry zu fliegen. Als Mike Hanlon auf den Brückenpfeilern die in Blut geschriebenen Worte „Come home“ entdeckt, greift er zum Telefon.
Sein alter Freund Bill Denbrough arbeitet nun als Autor, dessen Bücher verfilmt werden. Auch Eddie Kaspbrak, in der Versicherungsbranche tätig, erhält einen Anruf von ihm, ebenso wie Richie Tozier, der erfolgreich als Stand-up-Comedian arbeitet, Ben Hanscom, Beverly Marsh und Stanley Uris. Mike erzählt ihnen, dass Es wieder zurückgekehrt ist, und erinnert seine alten Freunde an den Blutschwur, den sie einst geleistet hatten, an den sie sich aber kaum noch erinnern können: Sie hatten sich geschworen, Es ein für allemal zu vernichten, sollte die Kreatur jemals wieder zurückkehren. Beverly Marsh, die von ihrem Mann misshandelt wird, muss aus dem Haus flüchten, um nach Derry zu reisen. Auch Henry Bowers, der damals seinen Vater getötet hatte, kann der Einrichtung entfliehen, in der er seitdem untergebracht war.
Die Freunde treffen sich in einem asiatischen Restaurant in Derry. Lediglich Stanley erscheint nicht. Während ihres Gespräches kommen die Erinnerungen an ihre Kindheit zurück, die sie völlig verdrängt hatten. Mike glaubt, ihre Erinnerungen seien verschwunden, nachdem seine Freunde vor langer Zeit aus Derry weggezogen sind. Er klärt seine Freunde über das Echo auf, nachdem Es alle 27 Jahre ihre Stadt aufs Neue terrorisiert. Er glaubt auch, dass sie ihn, nach ihrem Sieg damals, irgendwie verändert, wahrscheinlich sogar stärker gemacht haben. Eine Nachricht, die sie in den Glückskeksen finden, lässt sie vermuten, dass Stanley tot ist. Ein Anruf von Bev bei dessen Frau bestätigt seinen Selbstmord am Tag zuvor. Diese Nachricht und auch die Visionen von mutiert wirkenden Wesen, die im Restaurant aus den Glückskeksen platzten, machen ihnen Angst und haben bei fast allen Mitgliedern des Klubs der Verlierer den Wunsch zur Folge, Derry so schnell wie möglich wieder zu verlassen. Währenddessen lockt Es ein kleines Mädchen namens Victoria bei einem Baseballspiel unter der Tribüne an und beißt ihr das Gesicht ab.
Mike, der Derry nie verlassen und sich mittlerweile eine kleine Wohnung in der Bibliothek der Stadt eingerichtet hat, kann nur Bill überreden, sich die Ergebnisse seiner jahrelangen Recherchen anzusehen. Von Shokopiwah-Indianern hat er durch eine Vision erfahren, woher Es stammt und wie man das Wesen vernichten kann. Mithilfe eines Artefakts und einem besonderen Wurzelextrakt lässt er auch Bill an seinen Erfahrungen teilhaben. Ein Ritual, das die Freunde nur gemeinsam durchführen können, soll Es endgültig vernichten.
Mike und Bill versuchen nun gemeinsam ihre Freunde von dem Plan zu überzeugen. Als Bev auf ihr Drängen hin den anderen von ihren Albträumen erzählt, in denen sie den Tod eines jeden von ihnen gesehen hat, beschließen sie, das Ritual gemeinsam durchzuführen. Sie begeben sich zu ihrem alten Clubhaus im Wald, wo sie eine Duschhaube finden, mit der sich Stanley als Kind vor den Spinnen im Haar schützen wollte. Diese ist das erste Artefakt, das ein jeder von ihnen finden muss, wozu sie sich trennen.
Bev begibt sich zu dem Haus, in dem sie bei ihrem Vater aufwuchs. In ihrer damaligen Wohnung lebt nun die alte Mrs. Kersh, die sie hereinbittet. Hinter einer Sockelleiste sucht Bev nach den Schätzen, die sie dort einst versteckte, und findet dabei auch die alte Postkarte, die Ben ihr damals schrieb. Schnell verlässt sie die Wohnung, als ihr Mrs. Kersh von ihrem Vater erzählt, der als Clown arbeitete, und dann selbst zu einem bizarren Wesen wird. Vor dem Haus stehend erkennt Bev, dass sich die Begegnung mit der alten Frau nur in ihrer Fantasie abspielte.

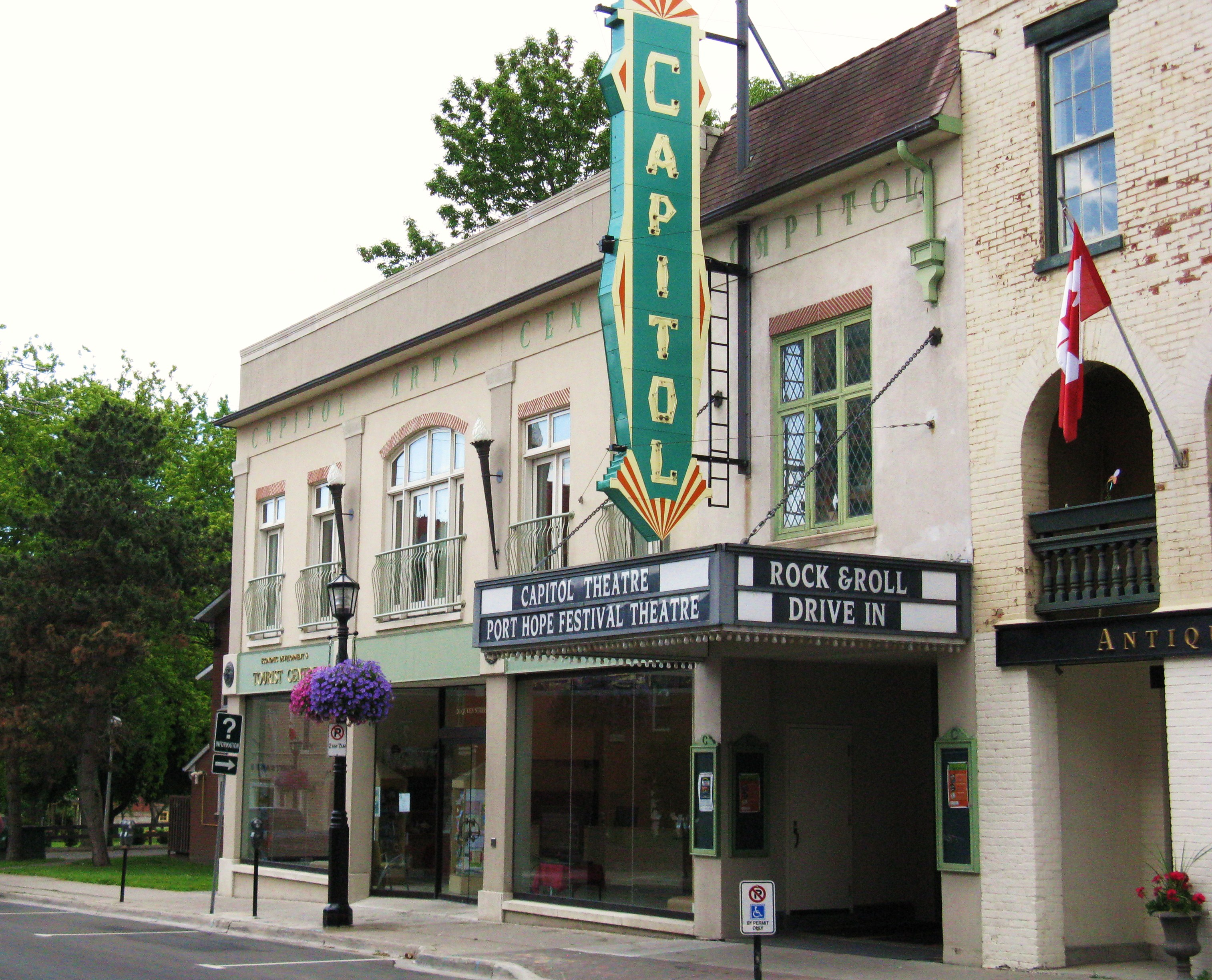
Im Sommer 2018 drehte man in Port Hope, das abermals Derry als Kulisse diente, so das umgestaltete Capitol Theatre der Stadt

Richie sucht unterdessen das Capitol-Theatre auf, wo Es ihn mit seinen Ängsten um sein größtes Geheimnis konfrontiert. Bill sieht sein altes Fahrrad im Schaufenster eines Secondhandladens und erwirbt dieses von dem merkwürdigen Inhaber. Bill erinnert sich wieder an seinen Bruder Georgie, hört dessen Stimme aus der Kanalisation nach ihm rufen und hält plötzlich das Papierboot in der Hand, das er einst für ihn bastelte, als er in den Abfluss greift. Ben stattet seiner alten Schule einen Besuch ab, wo Es ihn mit seinem früheren Übergewicht konfrontiert und ihm in einer Vision vorgaukelt, Bev werde seine Liebe nie erwidern. In seiner Brieftasche findet er eine aus seinem Jahrbuch herausgerissene Seite, auf der sich nur Bev verewigt hat.
Eddie, der in Derrys Apotheke ein Asthmaspray abholen will, trifft dort auf seine verstorbene Mutter. Zurück im Hotel muss er erkennen, dass Henry Bowers in das Gebäude gekommen ist. Er verletzt ihn schwer. In Derry findet gerade das Canal Days Festival statt, und Bill sucht in einem Spiegelkabinett nach dem kleinen Jungen mit dem Skateboard, der nun in ihrem alten Haus lebt und den er dort getroffen hat. Er kann jedoch nicht verhindern, dass Es auch ihn tötet.
Alle Mitglieder des Klubs der Verlierer treffen wieder in dem alten Haus zusammen, in dem sich der Brunnen und damit der Zugang zu dem Ort befindet, an dem sie schon einmal gegen Es angetreten waren. In einer Höhle tief unten in der Kanalisation verbrennen sie die zusammengesuchten Artefakte, fassen sich an den Händen und versuchen mit diesem Ritual Es zu vernichten. Als dies nicht gelingt, beginnen sie Es zu verspotten und zeigen ihm, dass sie keine Angst mehr vor ihm haben, was das Wesen schrumpfen lässt. Als sie ihm das Herz herausreißen, beginnt die Höhle in sich zusammenzustürzen. Sie schaffen es nach draußen, um zu sehen, wie auch das alte Haus in sich zusammenfällt. Sie mussten Eddie zurücklassen, der den Tod gefunden hat. Die fünf verbliebenen Freunde gehen gemeinsam baden. Ben und Bev küssen sich zum ersten Mal unter Wasser.
Einige Zeit später erhalten sie Briefe von Stanley, in denen dieser erklärt, er habe sich umgebracht, um sich aus dem Spiel zu nehmen. Richie, der als Kind etwas in die sogenannte „Kuss-Brücke“ geritzt hat, kehrt dorthin zurück und ritzt die Buchstaben „R + E“ nach, womit sein größtes Geheimnis enthüllt wird: Er ist homosexuell und hatte Gefühle für Eddie.

## Produktion

### Entstehung und Stab
Zwei Monate vor dem Kinostart von Es im September 2017 hatte sich Regisseur Muschietti im Gespräch mit Variety zur Produktionsplanung der Fortsetzung geäußert. Demnach soll das Drehbuch zu Teil 2 im Januar 2018 fertig sein und idealerweise mit der Vorbereitung im März 2018 und mit den Dreharbeiten Mitte 2018 begonnen werden, sodass ein Kinostart im Herbst 2019 machbar wäre. Teil 2 soll den Fokus dann auf den Klub der Verlierer im Erwachsenenalter legen und Rückblenden in das Jahr 1989 enthalten, als sie noch Kinder waren. Muschietti, der auch bei der Fortsetzung Regie führen wollte, erklärte kurz vor der Premiere des ersten Teils, dass er sich bei dieser nicht nur auf die erwachsenen Versionen des Losers’ Clubs konzentrieren wird: „Es wird einen Dialog zwischen den beiden Zeitlinien geben.“ Weiter sagte Muschietti, während sich der erste Teil noch auf die emotionale Reise der Kinder konzentrierte, in der er das Publikum in die Kindheit dieser Figuren eintauchen ließ, ohne die Erfahrung durch zeitliche Sprünge oder Rückblenden zu vergiften, wäre es etwas, was im zweiten Teil passieren könnte, dass diese eine andere Dimension betreten. Im April 2018 wurde Muschietti als Regisseur bestätigt. Er erklärte zudem, dass es deutlich mehr Horrorelemente als noch im Vorgänger geben werde.
Als Drehbuchautoren fungieren Gary Dauberman, der bereits am ersten Teil mitschrieb, und Jeffrey Jurgensen. Dauberman äußerte sich über den Schreibprozess, die größte Herausforderung sei es, aus all den „großartigen Szenen“ des Buches jene auszuwählen, durch die der Geist und die Tonalität des Werkes bestehen bleibe. Dabei soll das Produktionsteam Unterstützung von Stephen King höchstpersönlich bekommen haben, durch den letztendlich die Szene, in der der junge Richie von einer Paul-Bunyan-Statue gejagt wird, im fertigen Film ist. Kings andere Wunschszene wurde aus Budgetgründen hingegen nicht erfüllt. Weiter erklärte Dauberman, man habe die Vorlage des Horrorautors leicht abgewandelt, sodass auch Kenner der Geschichte im Kino überrascht sein werden.

### Aufbau und Drehbuchadaption
Es: Kapitel 2 beginnt mit einer Rückblende auf das Ende von Teil eins, als sich die Mitglieder vom Klub der Verlierer bei dem Blutschwur versprachen, zurückzukommen, sollte Es wieder auftauchen. Hiernach erhält der Zuschauer mithilfe kurzer Szenen einen Einblick in das Leben sämtlicher Protagonisten, so von Bev, die mit einem ähnlich brutalen Ehemann zusammenwohnt, wie einst ihr Vater einer war, von Eddie, der eine Frau geheiratet hat, die seiner Mutter ähnlich sieht, von Bill, der mittlerweile ein gefragter Horrorautor ist und von Richie, der sich noch immer wie der Klassenclown verhält.
Insbesondere das Ritual von Chüd erfuhr durch die Adaption eine Wandlung. Während sich die Teilnehmer in der Romanvorlage auf die Zunge beißen und Witze erzählen, stellen sich die Mitglieder des Klubs der Verlierer im Film Es mit Entschlossenheit entgegen. Muschietti erklärte, Bill wisse, „dass sie Pennywise nur besiegen können, wenn sie die Macht ihres vereinten Glaubens nutzen“, und das Ritual sei im Film vielmehr Mittel zum Zweck, um die Gruppe wieder zusammenzubringen.
Während im Buch das Ritual Bill auf eine andere Existenzebene schickt, in der er Pennywise gleichermaßen mächtig ist, müssen sich die Mitglieder der Gruppe trennen, um besondere Dinge aus ihrer Vergangenheit zu suchen, die sie für das Ritual benötigen, wobei sie individuelle Begegnungen mit Pennywise haben. Stan, der im Buch ohne weitere Begründung Selbstmord begeht, teilt im Film seinen Freunden per Brief mit, er sei überzeugt gewesen, dass seine Angst unkontrollierbar und er im Kampf gegen Es nur eine Gefahr für die Anderen gewesen wäre. Während Henry Bowers im Buch Mike schwer verletzt, was diesen davon abhält, mit den Verlierern in die Kanalisation zu gehen, wodurch die Gruppe weiter geschwächt wird, erhielt er im Film eine aktivere Rolle. Im Roman folgen Bills Ehefrau Audra und Beverlys Mann Tom den Verlierern nach Derry, wobei Pennywise von Tom Besitz ergreift und ihn Audra entführen lässt. Tom stirbt beim Anblick von "Es", Audra wird von den Verlierern gerettet und später durch Bill aus ihrem geistesleeren Zustand befreit. Im Film kommen die beiden Ehepartner nie nach Derry und Bills Hauptmotivation, "Es" zu töten" entsteht statt seine Frau zu retten durch den Tod eines Jungen vor seinen Augen.  
Im Roman entfacht der Tod von Pennywise einen heftigen Sturm, der die Innenstadt von Derry fast vollständig zerstört, was darauf hindeutet, dass die Kreatur nicht nur in Derry lebte, sondern ein Teil des Ortes war. Im Finale des Films stürzt lediglich das Haus in sich zusammen, in dem sich der Zugang zur Kanalisation befindet, und die Freunde gehen gemeinsam im See baden, nachdem sie den Clown besiegt haben.

### Besetzung und Cameoauftritte

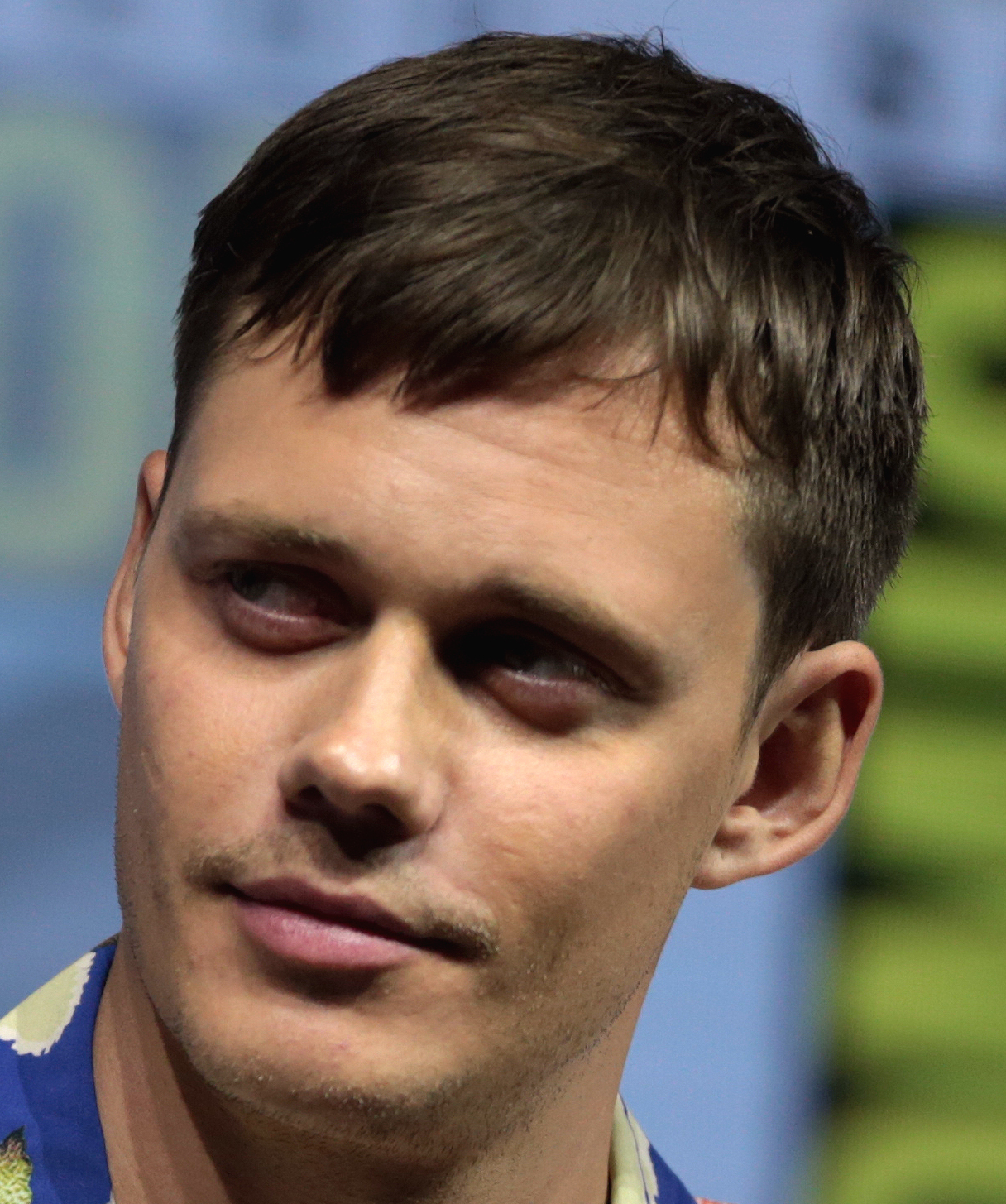
Bill Skarsgård, hier während der Dreharbeiten auf der Comic-Con in San Diego, übernahm abermals die Titelrolle

In der titelgebenden Hauptrolle ist abermals Bill Skarsgård zu sehen. Muschietti äußerte sich über den Horrorclown, er werde noch manipulativer und perverser als im ersten Teil sein und dabei mit mehr Cleverness und Intelligenz vorgehen. Zudem bestätigte Barbara Muschietti, dass „Es“ wie in der Romanvorlage weiblich sein wird. Im April 2018 wurde bestätigt, dass Jessica Chastain in der Fortsetzung die Rolle der erwachsenen Beverly Marsh übernehmen wird. Der Kinderdarsteller Jackson Robert Scott übernahm die Rolle von Georgie Denborough. Wie bereits im Vorgängerfilm wird Jaeden Martell seinen Bruder Bill spielen. Ebenso sind wieder Jack Dylan Grazer in der Rolle von Eddie Kaspbrak, Jeremy Ray Taylor in der Rolle von Ben Hanscom, Wyatt Oleff in der Rolle von Stanley Uris und Chosen Jacobs in der Rolle von Mike Hanlon zu sehen. Im Mai 2018 wurde bekannt, dass James Ransone die Rolle des erwachsenen Eddie Kaspbrak übernimmt. Im gleichen Monat erfolgte die Besetzung des erwachsenen Ben mit dem neuseeländischen Schauspieler Jay Ryan. Zuletzt erfolgte im Juni 2018 die Bekanntgabe der Besetzung des erwachsenen Mike Hanlon mit dem Schauspieler Isaiah Mustafa.
Alle Kinderdarsteller mussten dabei aufgrund der Zeitspanne von zwei Jahren zwischen den Dreharbeiten des ersten und zweiten Teils digital verjüngt werden. Dafür war hauptsächlich das VFX-Unternehmen Lola Visual Effects zuständig. Dieses arbeitete mit etwa 20 Spezialeffektekünstlern an rund 200 Shots, wobei mittels 2D-Techniken hauptsächlich die Haut geglättet und die Körperfigur der Darsteller verändert wurde. Besondere Herausforderungen stellten dabei Jeremy Ray Taylor, der im Vergleich zum Vorgänger „beträchtlich abgenommen“ habe, und Finn Wolfhard, dessen Gesichtsproportionen sich stark verändert hätten, dar. Alle Kinderdarsteller mussten zudem ihre jüngeren, höheren Stimmen imitieren, nachdem die Idee, sie mit anderen Synchronsprechern zu vertonen, verworfen wurde. Auch die erzwungene Perspektive kam zum Einsatz, um die teilweise enormen Größenunterschiede zwischen den Darstellern im Vergleich zum Vorgänger zu verdecken.
Stephen King, der Autor der Romanvorlage, ist in einem Cameoauftritt als Besitzer eines Second-Hand-Ladens zu sehen. Peter Bogdanovich hat einen Cameoauftritt als Regisseur, der das Buch von Bill verfilmt. Auch Regisseur Andy Muschietti und seine Schwester Barbara Muschietti, welche auch Produzentin des Films ist, haben diverse Cameoauftritte. Andy Muschietti war ursprünglich in der Szene als Polizist zu sehen, wo Mike an der Brücke ankommt, nachdem Pennywise Adrian getötet hatte. Nach Aussagen von Barbara Muschietti hat sich Andy Muschietti in dieser Szene selbst herausgeschnitten. Seinen zweiten Cameoauftritt hat er als Kunde in der Apotheke. Barbara Muschietti ist in der Szene zu sehen, als der erwachsene Ben Hanscom in seine alte Highschool geht. Dort sitzt sie unter einem Baum. Des Weiteren hat Brandon Crane, der Darsteller des jungen Ben aus der Fernsehverfilmung aus dem Jahr 1990, einen kurzen Auftritt als einer von Bens Angestellten.

### Dreharbeiten und Ausstattung
Nach einer Verschiebung wurden die Dreharbeiten Mitte Juni 2018 unter der Leitung von Kameramann Checco Varese begonnen. Die erste Szene, die die Erwachsenendarsteller gemeinsam filmten, wurde in einem Restaurant in Mississauga gedreht. Im Sommer 2018 fanden die Dreharbeiten unter anderem im kanadischen Port Hope statt, das wie bereits im ersten Teil Derry als Kulisse dient. Insgesamt sollen 1,6 Millionen US-Dollar in die 17.000-Einwohner-Stadt geflossen sein. Am 1. November 2018 wurden die Dreharbeiten beendet. Weitere Nachdrehs erfolgten zwischen dem 25. und 27. Mai 2019 in Toronto, wo man im Jahr zuvor bereits Großteile des Films gedreht hatte.
Insgesamt sollen bei der Produktion des Filmes 17.000 Liter Kunstblut verbraucht worden sein, doppelt so viel im Vergleich zum Vorgängerfilm. Ein Großteil davon kam in der Toilettenszene mit Jessica Chastain zum Einsatz. Insgesamt wurden 5.000 Gallonen der Flüssigkeit per Truck von Los Angeles nach Toronto gefahren. Vor Ort wurden für besagte Szene insgesamt drei verschiedene Sets vom Szenenbildner Paul Denham Austerberry gebaut. Darunter befand sich eine Toilettenkabine für Aufnahmen ohne Blut, bei der eine Seitenwand entfernt sowie eine flexible Tür eingesetzt wurde. Eine zweite Kabine war über Rohre mit einem darüberliegenden Tank verbunden, von dem aus das Kunstblut sowohl in die Kabine als auch in die Kulisse drumherum geleitet wurde, um den Druck konstant zu halten. Varese war bei diesen Aufnahmen selbst in der gefluteten Kulisse, trug dabei einen Neoprenanzug und filmte mit insgesamt drei Kameras in wasserdichten Hüllen, da Muschietti die Aufnahmen mit einem Kamerakran optisch nicht gefielen. Ein letztes Set wurde um 90 Grad gedreht, sodass Chastain in einem Sicherheitsgeschirr hängen musste, um ihre Szenen zu filmen. Die Produktionskosten sollen sich zwischen 60 und 70 Millionen US-Dollar bewegt haben.

### Filmmusik, Marketing und Veröffentlichung
Wie bereits beim ersten Teil komponierte Benjamin Wallfisch die Filmmusik. Der Soundtrack, der insgesamt 45 Musikstücke umfasst, wurde am 30. August 2019 von WaterTower Music veröffentlicht.
Im Juli 2018 stellte Warner Bros. im Rahmen der Comic-Con in San Diego erstes Bildmaterial vor. Auf der Comic Con Experience in São Paulo im Dezember 2018 wurden exklusive Bildkonzepte, neue Castmitglieder sowie Bilder vom ersten Treffen des gesamten Cast vorgestellt. Des Weiteren verriet Regisseur Andy Muschietti, der zweite Teil werde ernster, intensiver und gruseliger. Erste Bewegtbilder mit Jessica Chastain wurden Anfang April 2019 auf der CinemaCon vorgestellt. Am 9. Mai 2019 veröffentlichte Warner Bros. Pictures einen ersten Trailer. Auch auf der San Diego Comic-Con 2019 war der Film vertreten, wo am 19. Juli ein zweiter Trailer vorgestellt wurde. Die Weltpremiere erfolgte am 26. August 2019 im Regency Village Theatre in Los Angeles. Der Film kam am 6. September 2019 in die US-Kinos, in die deutschen bereits einen Tag früher.
Ende Juli 2019 wurde bekannt, dass der Film eine Länge von etwa 165 Minuten haben wird und somit eine halbe Stunde länger als sein Vorgänger ist. Zudem bestätigte Produzentin Barbara Muschietti, dass es zum Heimkinostart einen Director’s Cut geben wird, da es nicht alle Szenen aus der ersten, vierstündigen Schnittfassung in den fertigen Film geschafft hätten. Zudem plane Regisseur Muschietti, beide Filme samt in den Kinoversionen nicht verwendetem Material als ein großes Werk zu veröffentlichen, wofür er sogar zwei komplett neue Szenen drehen wolle.
Der Film ist in den Vereinigten Staaten seit dem 19. November digital und seit dem 10. Dezember 2019 auf DVD, Blu-ray und UHD Blu-ray erhältlich. In Deutschland wurde der Film am 9. Januar digital und am 23. Januar 2020 auf DVD, Blu-ray und UHD Blu-ray veröffentlicht.

## Rezeption

### Altersfreigabe
In den USA erhielt der Film von der MPAA ein R-Rating, was einer Freigabe ab 17 Jahren entspricht, da der Film „beunruhigend gewalttätige Inhalte, durchweg blutige Aufnahmen, anstößige Sprache und grob sexuelles Material“ beinhalte. In Deutschland wurde der Film von der FSK ab 16 Jahren freigegeben. In der Freigabebegründung heißt es, der Film habe eine bedrohliche Grundstimmung und enthalte zahlreiche Schreck- und Gruselmomente, die effektvoll und wirkungsstark inszeniert sind. Sehr vereinzelt komme es dabei auch zu drastischeren Gewaltszenen, wie beispielsweise einem homophoben Übergriff, die aber nicht reißerisch ausgespielt oder gar verherrlicht würden.

### Kritiken
Insgesamt stieß der Film bei den Kritikern auf geteiltes Echo. Bei Rotten Tomatoes kommt der Film auf eine Rate positiver Kritiken von 62 %, bei Metacritic auf 58/100.
David Kleingers von Spiegel Online schreibt, der Film punkte als eine blutige Gegenwartsanalyse und sei eine letztlich gelungene Leinwandadaption: „Es ist das Monster aus der Mitte einer entmenschlichten Gesellschaft. Und kann nur vereint gebannt werden.“
Katrin Hemmerling von Robots&Dragons erklärt, die Fortsetzung beschränke sich nicht rein auf die Handlung nach 27 Jahren, sondern springe in den entscheidenden Momenten zurück in den Sommer 1989, wobei hier die gelungene Besetzung besonders deutlich werde: „Die Ähnlichkeit zwischen den Erwachsenen und Jugendlichen ist mitunter frappierend und damit stimmiger als in der Erstverfilmung. Gerade Jack Dylan Grazer und James Ransone sehen sich so ähnlich, dass es leicht ist, den jugendlichen Eddie im erwachsenen Darsteller zu erkennen. Und auch Jay Ryan, dessen Figur wortwörtlich die größte Veränderung in der Geschichte durchgemacht hat, lässt Züge des Ben durchblitzen, wie er als Kind von Jeremy Ray Taylor dargestellt wurde.“ Sie resümiert, Es Kapitel 2 „bring[e] die Geschichte um Pennywise und den Klub der Verlierer zu einem gelungenen Ende. Das gut besetzte Ensemble entführe das Publikum gekonnt nach Derry und lege den Fokus mehr auf die Freundschaft, denn auf den Horror. Es ist schön, nach Hause zu kommen.“
Auch die Filmkritikerin Antje Wessels bemerkt, man habe hervorragende erwachsene Entsprechungen gefunden, und die bereits bekannten Youngsters performten in den vielen Rückblenden gewohnt souverän. In der Wiedervereinigung des Verliererclubs mache Andy Muschietti lange Zeit viel richtig, so Wessels, doch ab der Mitte gerate der Film aus dem Takt, was auch ein wenig der Buchvorlage geschuldet sei: „In dem Moment, als sich die Gruppe aufteilt und jede Person einen Teil der Handlung allein bestreitet, verliert sich Muschietti im ewig gleichen Ablauf von Szenenaufbau. Eindruck machen diese Szenen insbesondere aufgrund ihrer Visualität.“ Kameramann Checco Varese finde vorzüglich verzerrte, bisweilen anklingend surrealistische Perspektiven, um Untote, Monster und vor allem Pennywise im wahrsten Sinne des Wortes alptraumhaft erscheinen zu lassen, so Wessels. Trotzdem lasse sich Es: Kapitel 2 gerade in der zweiten Hälfte zu sehr von ihrer reißerischen Inszenierung dominieren. Die Filmkritikerin resümiert, das unästhetisch gefilmte, hysterische Krawall-Finale werde den epischen Ausmaßen dieser Geschichte um Zusammenhalt und Ängste ebenso wenig gerecht wie die geringe Screentime von Pennywise, der hier nur noch eine Nebenrolle spiele.

### Einspielergebnis
Der Film erreichte nach seinem weltweiten Kinostart in vielen Ländern die Spitzenposition der Kino-Charts, unter anderem in den USA, im Vereinigten Königreich, in Deutschland, Russland, Mexiko, Australien und Brasilien, und konnte mit einem Einspielergebnis von rund 185 Millionen US-Dollar weltweit nach Es das zweitbeste Eröffnungswochenende eines Horrorfilms verzeichnen. Zu diesem Erfolg trugen unter anderem 91,1 Millionen US-Dollar aus Vorführungen in 4.570 nordamerikanischen Kinos bei, was einen neuen Rekord für einen Film mit R-Rating darstellt. In Deutschland sahen zeitgleich rund 625.000 Kinobesucher den Film. Am zweiten Wochenende konnte Es Kapitel 2 die Spitzenposition sowohl auf dem deutschen Markt mit 340.000 Besuchern als auch in Nordamerika mit einem Umsatz von 40,7 Millionen US-Dollar verteidigen. Die weltweiten Einnahmen des Films aus Kinovorführungen belaufen sich auf 473,1 Millionen US-Dollar, wovon er allein 211,6 Millionen im nordamerikanischen Raum einspielte (Stand 20. Juli 2020). Dadurch befindet er sich auf Platz 16 der erfolgreichsten Filme des Jahres 2019. In Deutschland verzeichnete der Film 1.897.731 Besucher, durch die er 19,1 Millionen Euro einnehmen konnte und sich auf Platz 12 der Jahres-Charts 2019 befindet.

### Auszeichnungen
Hollywood Music in Media Awards 2019
- Nominierung für die Beste Filmmusik – Horrorfilm (Benjamin Wallfisch)[64]

Make-Up Artists and Hair Stylists Guild Awards 2020
- Nominierung für die Besten Special-Make-Up-Effects – Spielfilm (Sean Sansom, Shane Zander & Iantha Goldberg)[65]

Saturn Awards 2021
- Nominierung als Bester Horrorfilm
- Auszeichnung als Bester Nebendarsteller (Bill Hader)
- Nominierung für die Besten Spezialeffekte (Kristy Hollidge & Nicholas Brooks)
- Nominierung für das Beste Make-up (Shane Zander, Alec Gillis & Tom Woodruff Jr.)

## Synchronisation
Die deutsche Synchronisation entstand wie beim ersten Teil nach einem Dialogbuch von Klaus Bickert unter der Dialogregie von Tobias Meister im Auftrag der RC Production Kunze & Wunder in Berlin.
| Rolle                           | Darsteller           | Synchronsprecher      |
| ------------------------------- | -------------------- | --------------------- |
| William „Bill“ Denbrough        | James McAvoy         | Johannes Raspe        |
| Es/Pennywise                    | Bill Skarsgård       | Leonhard Mahlich      |
| Richard „Richie“ Tozier         | Bill Hader           | Till Endemann         |
| Beverly „Bev“ Marsh             | Jessica Chastain     | Manja Doering         |
| Edward „Eddie“ Kaspbrak         | James Ransone        | Marius Clarén         |
| Benjamin „Ben“ Hanscom          | Jay Ryan             | Daniel Fehlow         |
| Michael „Mike“ Hanlon           | Isaiah Mustafa       | Matti Klemm           |
| Stanley „Stan“ Uris             | Andy Bean            | Markus Pfeiffer       |
| William „Bill“ Denbrough (jung) | Jaeden Martell       | Oliver Szerkus        |
| Richard „Richie“ Tozier (jung)  | Finn Wolfhard        | Ben Hadad             |
| Beverly „Bev“ Marsh (jung)      | Sophia Lillis        | Léa Mariage           |
| Edward „Eddie“ Kaspbrak (jung)  | Jack Dylan Grazer    | Freddy Gerberon       |
| Benjamin „Ben“ Hanscom (jung)   | Jeremy Ray Taylor    | Matti Östen Solvik    |
| Michael „Mike“ Hanlon (jung)    | Chosen Jacobs        | Cedric Eich           |
| Stanley „Stan“ Uris (jung)      | Wyatt Oleff          | Maximilian Ehrenreich |
| Adrian Mellon                   | Xavier Dolan         | Tim Schwarzmaier      |
| Dean                            | Luke Roessler        | Nikita Steinert       |
| Don Hagarty                     | Taylor Frey          | Ricardo Richter       |
| Henry Bowers                    | Teach Grant          | Olaf Reichmann        |
| Henry Bowers (jung)             | Nicholas Hamilton    | Amadeus Strobl        |
| Georgie Denborough              | Jackson Robert Scott | Jaron Müller          |
| Mrs. Kersh                      | Joan Gregson         | Marianne Groß         |